# Baia Biscoe
La baia Biscoe è un'insenatura della costa sud-occidentale dell'isola di Anvers, immediatamente a nord di punta Biscoe nell'arcipelago di Palmer, in Antartide. Scoperta durante la spedizione belga in Antartide effettuata fra il 1897 ed il 1899 al comando di Adrien de Gerlache e da lui chiamata in onore di John Biscoe, che sbarcò lì nel febbraio 1832.